# Schloss Hartheim

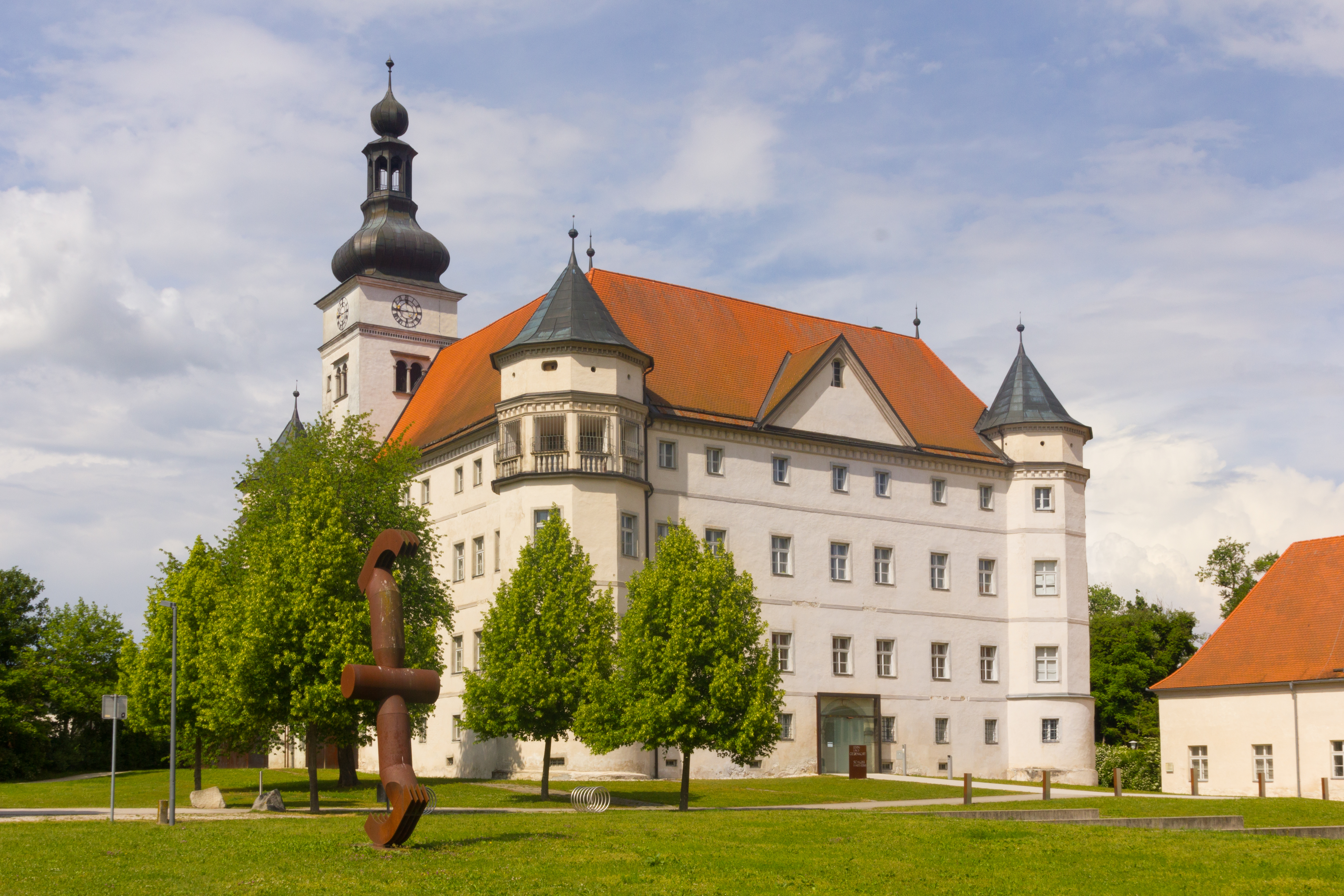
Schloss Hartheim.

Slottet Hartheim (tyska Schloss Hartheim) är ett slott beläget i kommunen Alkoven i Oberösterreich i Österrike. Det exproprierades av nazisterna år 1938. Slottet användes inom Nazitysklands eutanasiprogram Aktion T4 för att döda omkring 30 000 fysiskt och psykiskt handikappade personer mellan 1940 och 1944.
Minnesmärke
År 2003 öppnades en läro- och minnesplats i slottet Hartheim för att fira minnet av offren för nazistisk dödshjälp.